# Brakel (rasa kury)

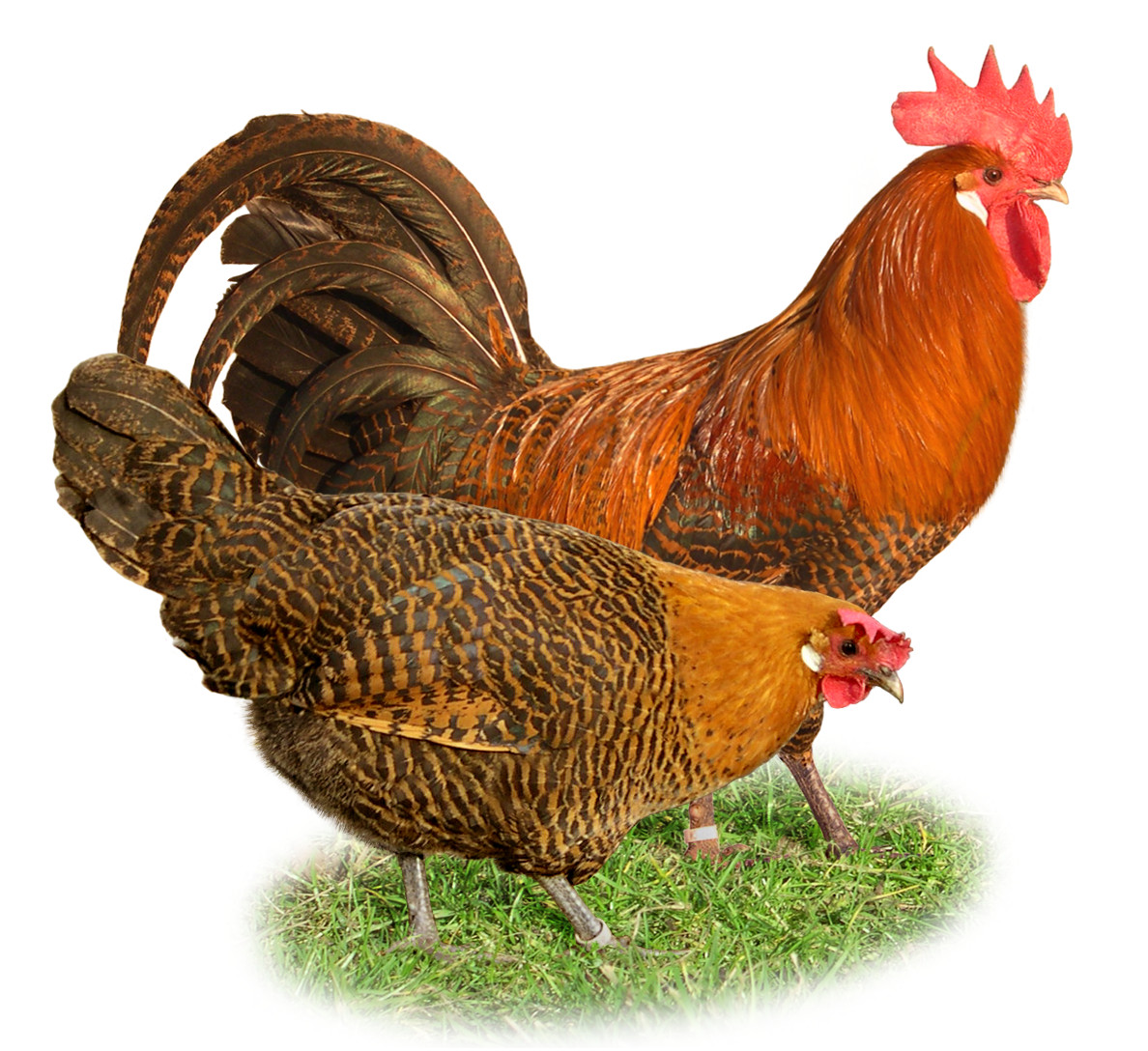
Kura rasy Brakel w odmianie barwnej złotej

Brakel – rasa kur pochodząca z Belgii, jest jedną z najstarszych ras kur. Kiedyś istniały dwa typy Brakela: duży i ciężki z Flandrii i lżejszy z De Kempen. Wyżej wymienione typy krzyżowano, co doprowadziło do ujednolicenia tej rasy.

## Wygląd
Jest typową kurą wiejską. Mają wydłużone ciało, mocno zaokrągloną i głęboką pierś, tył ciała pełny i głęboki, długi ogon, obficie upierzony, noszony dość wysoko i elegancko rozpięty. Zausznice mają białą barwę, a skóra głowy jest ciemno pigmentowana. Oczy tych pięknych kur są ciemne – brązowe lub czarne. Grzebień jest pojedynczy, zwykle opada na jedną stronę. Nogi są ciemno szaroniebieskie.

## Barwa
W prawie wszystkich krajach są hodowane w dwóch typach upierzenia: srebrnym i złotym. W niektórych krajach dopuszczalne są też odmiany żółte biało prążkowane, niebieskie, czarne, białe oraz białe nakrapiane. Mają rysunek na grzbiecie, piersi oraz barkach. U wszystkich odmian szyja ma jednolity kolor.